# 세광운수
세광운수 주식회사는 서울특별시 관악구 원신길 158-10에 본사를 둔 서울특별시의 마을버스 회사이다.

## 연혁
- 2002년 3월 12일: 회사 설립[1]

## 운행 노선

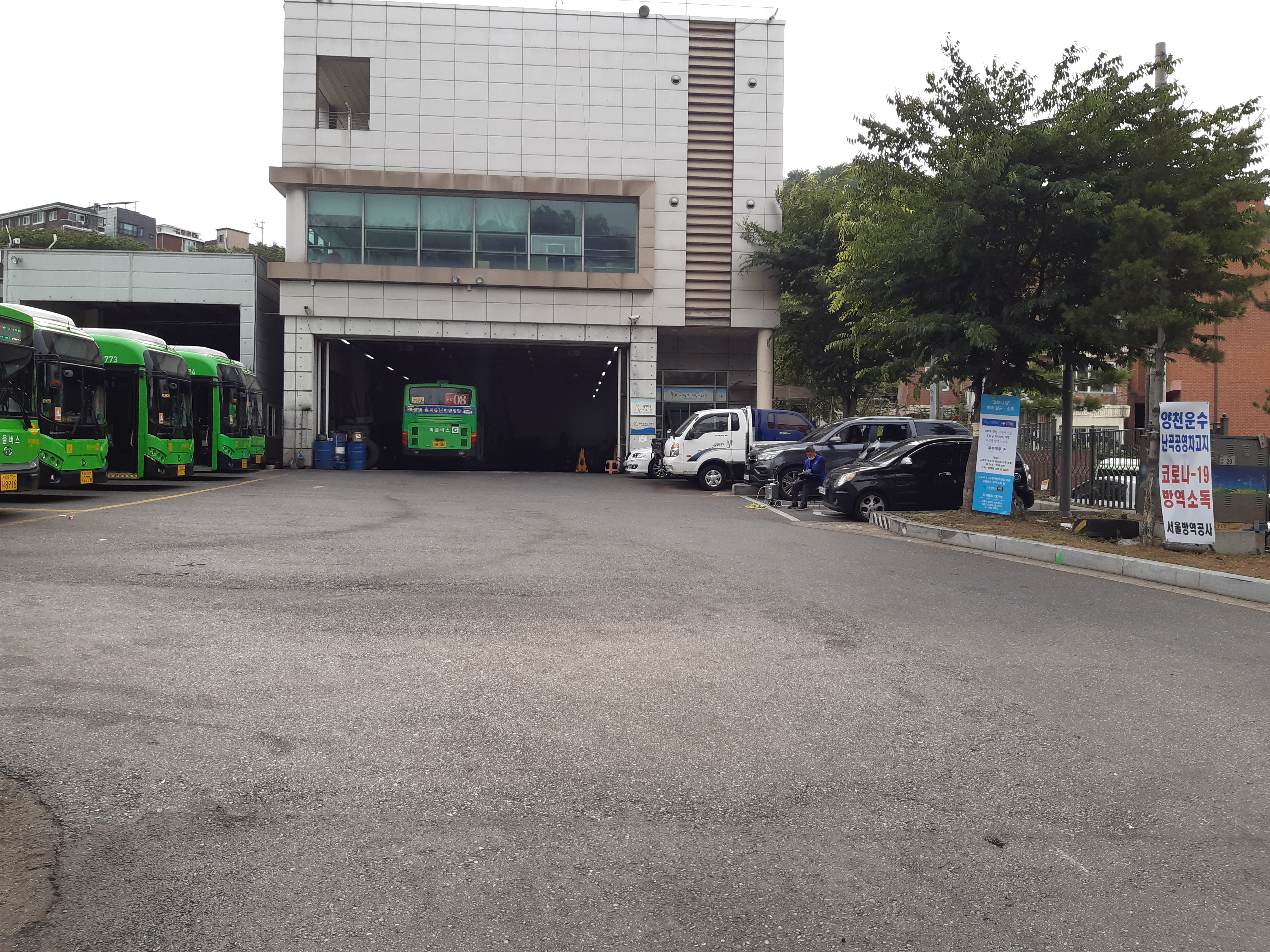
난곡공영차고지

- ● 관악07번: 우성아파트 ↔ 서울대입구역 (구 관악마을 14번) (이 노선은 신림운수와 공동배차한다.)
- ● 관악08번: 난곡공영차고지 ↔ 신림역 (구 관악마을 11번) (이 노선은 신림운수와 공동배차한다.)

## 보유차량

###### 자일대우버스
- 자일대우 BS090 뉴 로얄미디

###### 현대상용차
- 현대 그린시티

## 같이 보기
- 신림운수